# Rainald (Roucy)
Rainald, beziehungsweise Ragenold genannt, (franz.: Renaud de Roucy; † 10. Mai 967) war der erste Graf von Roucy im 10. Jahrhundert.

## Normannische Herkunft
Die Person des Grafen Rainald von Roucy war vermutlich identisch oder verwandt mit dem Anführer eines Normannenheers namens Ragenold (Ragenoldus, princeps Nortmannorum), welcher in den Jahren 923 und 925 plündernd durch das Loiretal gezogen und die Oise überschreitend in Burgund eingefallen war, dort aber eine Niederlage erlitt. Er wurde 926 in seinem Winterlager bei Arras von König Rudolf belagert, verwundete diesen aber während eines erfolgreichen Nachtausfalls und schlug dessen Heer in die Flucht.
Die Identität des Grafen mit dem Normannenführer wird in der jüngeren Fachliteratur weitgehend akzeptiert, wobei aber aufgrund des großen zeitlichen Abstandes von zwanzig Jahren auch eine Trennung der beiden Personen in Betracht gezogen wird, wonach der Normanne Ragenold der Vater des Grafen Rainald gewesen wäre.

## Graf von Roucy
Rainald wird erstmals im Jahr 944 genannt, als er und sein Bruder Dodo von König Ludwig IV. dem Überseeischen mit Montigny-Lengrain (heute im Département Aisne) beschenkt wurden. Noch im selben Jahr überfiel er die Abtei Saint-Médard von Soissons. Im Jahr 947 wird er erstmals mit dem Titel „Graf“ (Ragenoldus comes) genannt. Im Jahr 948 begann Rainald mit dem Bau der Burg Roucy, kurz darauf bezeugt er eine Urkunde der Abtei Cluny als „Graf von Reims“ (Rainaldus, Remensis comitis). Das gräfliche Amt von Reims wurde 940 vom König an den Erzbischof übertragen, aus dessen Hand wiederum Rainald diese Grafschaft als Lehen erhielt, womit er also zum Vasall des Erzbischofs wurde.
Rainald starb am 10. Mai 967 und wurde in der Abtei Saint-Remi in Reims bestattet.

## Familiäres
Rainald war aller Wahrscheinlichkeit nach verheiratet mit Alberada, einer Tochter des Herzogs Giselbert von Lothringen und Stieftochter König Ludwigs IV. des Überseeischen. Die Ehe ist nicht urkundlich belegt, wird aber aus der Namensgebung ihrer Kinder und Enkelkinder erschlossen. Außerdem befand sich das Grab von Alberada in der Abtei Saint-Remi direkt neben dem von Rainald. Ihre Kinder waren:
- Ermentrude († 1002/1004)
  - ⚭ mit Graf Aubry II. von Mâcon († 982) (Haus Mâcon)
  - ⚭ mit Graf Otto Wilhelm von Burgund († 1026) (Stammliste des Hauses Burgund-Ivrea)
- Giselbert († nach 991), Graf von Roucy
- Bruno († 1015/16), Bischof von Langres
- N.N. Tochter
  - ⚭ mit Graf Fromond II. von Sens († 1012)

siehe auch Haus Roucy